# ノー・ストーン・アンターンド
『ノー・ストーン・アンターンド』(No Stone Unturned)は、1973年にリリースされたローリング・ストーンズのコンピレーション・アルバム。
シングルB面の曲を中心にレアトラックを収録している。CD化はされていない。

## 収録曲
1. Poison Ivy
2. The Singer Not the Song
3. Surprise Surprise
4. Child of the Moon
5. Stoned
6. Sad Day
7. Money
8. Congratulations
9. I'm Moving On
10. 2120 South Michigan Avenue
11. Long Long While
12. Who's Driving Your Plane